# Saint-Marcel (Vall d'Aosta)
Saint-Marcel (arpità Sent-Marcél) és un municipi italià, situat a la regió de Vall d'Aosta. L'any 2007 tenia 1.227 habitants. Limita amb els municipis de Brissogne, Cogne, Fénis, Nus i Quart.

## Administració

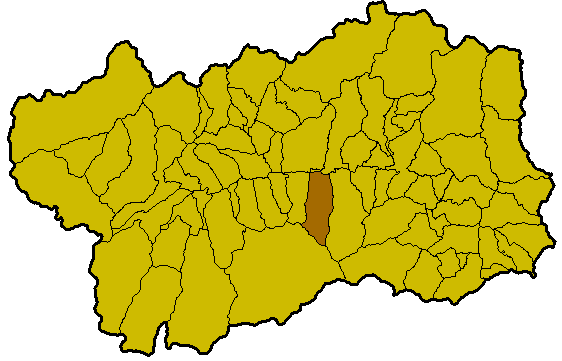
Situació de Saint-Marcel a la Vall

| Període | Identitat       | Partit        |
| ------- | --------------- | ------------- |
| 2005-   | Roberto Cretier | Llista cívica |